# Ryōta Moriwaki
Ryōta Moriwaki (jap. 森脇良太 Moriwaki Ryōta; ur. 6 kwietnia 1986 w Fukuyamie) – japoński piłkarz grający na pozycji obrońcy w Urawa Red Diamonds.

## Kariera klubowa
Moriwaki rozpoczął karierę juniorską w szkółce piłkarskiej Makuyama. W 1999 trafił do Sanfrecce Bingo Youth, gdzie grał do 2001, a w 2002 przeniósł się do Sanfrecce Hiroszima. Na początku 2005 podpisał z tym klubem profesjonalny kontrakt. Nie zagrał w nim ani jednego meczu, więc w 2006 został wypożyczony do Ehime F.C. Grał tam do 2007, po czym wrócił do Sanfrecce, gdzie zaczął odgrywać większą rolę. 17 grudnia 2012 trafił do Urawa Red Diamonds.

## Kariera reprezentacyjna
W reprezentacji Japonii zadebiutował 1 czerwca 2011 w zremisowanym 0-0 meczu z Peru w ramach Kirin Cup 2011. Wszedł wtedy na boisko 75. minucie za Masahiko Inohę. W 2011 został powołany na Puchar Azji 2011 w miejsce Gōtoku Sakaiego. Był jednym z dwóch zawodników, którzy nie rozegrali ani jednego meczu (drugim był bramkarz Shuichi Gonda). Został też powołany na Puchar Azji Wschodniej 2013. Zagrał na tym turnieju w jednym meczu – 25 lipca 2013 w wygranym 3–2 pojedynku z Australią. Rozegrał wtedy całe spotkanie.